# Auxòspora
L'auxòspora és una cèl·lula especialitzada de les diatomees, originada generalment per copulació (també anomenat auxosporulació), que augmenta força de volum i es transforma en una nova cèl·lula vegetativa més o menys arrodonida i no silicificada. En les diatomees les auxòspores participen en el restabliment de la seva mida normal atès que les successives mitosis cel·lulars implica una disminució en la mida cel·lular que no pot ser infinita. Això es deu al fet que cada cèl·lula filla produïda per la divisió cel·lular hereta una de les dues vàlvules que formen el frústuls de la paret cel·lular), i després creix dins d'aquesta mateix envoltori. En conseqüència, cada cicle de divisió disminueix la grandària mitjana de les cèl·lules de diatomees en una població. Quan la seva mida és massa petita, periòdicament una cèl·lula produeix una auxòspora per retornar la cèl·lula a la seva mida originària i que, altra volta, es pugui dur a terme la cèl·lules vegetatives.
Les auxòspores, en general, juguen també un paper important en els processos de creixement, reproducció sexual o latència.
Finalment, les auxòspores poden tenir també una funció de supervivència actuant en estats latents motiu pel qual a vegades són denominades com a "espores" sense ser-ho. Aquesta estratègia és utilitzada per sobreviure en períodes que són desfavorables per al creixement, com ara l'hivern, o sota condicions amb manca de nutrients.